# 喜多郡

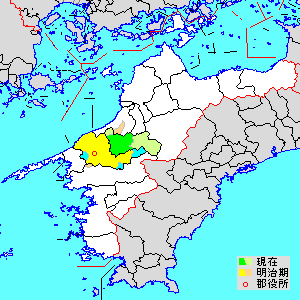
愛媛県喜多郡の位置（緑：内子町 薄黄：後に他郡に編入された区域 薄緑・水色：後に他郡から編入された区域）

現在の喜多郡 ■:市 / ■:町

- 令制国一覧 > 南海道 > 伊予国 > 喜多郡
- 日本 > 四国地方 > 愛媛県 > 喜多郡

喜多郡（きたぐん）は、愛媛県（伊予国）の郡。
人口13,878人、面積299.43km²、人口密度46.3人/km²。（2025年3月1日、推計人口）
以下の1町を含む。
- 内子町（うちこちょう）

## 郡域
1878年（明治11年）に行政区画として発足した当時の郡域は、下記の区域にあたる。
- 大洲市の大部分（平野町平地・平野町野田・肱川町西・肱川町予子林・河辺町河都・河辺町三嶋・河辺町川上・河辺町北平および田処の一部を除く）
- 伊予市の一部（中山町中山）
- 西予市の一部（宇和町久保）
- 内子町の一部（石畳および中野渡、吉野川、寺村、立石以東を除く）

## 歴史
貞観8年（866年）11月8日に宇和郡の北部が分立して成立。郡名は『日本三代実録』を初見とする。宇和郡の北部という意味の「きた」に「喜多」を当てたものと推察されている。古くは「岐多」「北」とも書かれる。

### 近世以降の沿革
- 「旧高旧領取調帳」に記載されている明治初年時点での支配は以下の通り。（3町83村）

| 知行 | 知行       | 村数     | 村名 |
| ---- | ---------- | -------- | --- |
| 藩領 | 伊予大洲藩 | 2町 80村 | 大洲町、長浜町、柚木村、北只村、松尾村、梅川村、長谷村、久保村、正信村、稲積村、野佐来村、黒木村、大竹村、菅田村、宇津村、森山村、蔵川村、大谷村、宇和川村、山鳥坂村、植松村、横山村、宮谷村、中居谷村、名荷谷村、成能村、奈良野村、弦巻村、宿間村、大久喜村、古田村、知清村、平岡村、北表村、橡谷村、大瀬村、村前村、五百木村、城廻村、内子村、河内村、論田村、立山村、川中村、袋口村、中山村、田所村、柳沢村、徳森村、田口村、中村、若宮村、五郎村、多田村、春賀村、東宇山村、八多喜村、戒川村、手成村、米津村、加屋村、大越村、上老松村、黒田村、柴村、下須戒村、櫛生村、豊茂村、穂積村、高山村、阿蔵村、大洲村、藤縄村、喜多山村、重松村、只海村、中津村、川崎村、市木村、上須戒村、今坊村、出海村 |
| 藩領 | 伊予新谷藩 | 1町 3村  | 新谷町、上新谷村、下新谷村、恋木村 |

- 明治4年
  - 7月14日（1871年8月29日） - 廃藩置県により、藩領が大洲県、新谷県の管轄となる。
  - 11月15日（1871年12月26日） - 第1次府県統合により、全域が宇和島県の管轄となる。
- 明治5年6月23日（1872年7月28日） - 神山県の管轄となる。
- 明治6年（1873年）2月20日 - 愛媛県の管轄となる。
- 明治7年（1874年） - このころ奈良野村・弦巻村が合併して福岡村となる。（3町82村）
- 明治11年（1878年）12月16日 - 郡区町村編制法の愛媛県での施行により、行政区画としての喜多郡が発足。郡役所が大洲町に設置。
- 明治13年（1880年） - 黒木村の一部（青島）が長浜町に編入。
- 明治15年（1882年）
  - このころ上新谷村・下新谷村が合併して新谷村となる。（3町81村）
  - 田処村が下浮穴郡堺村を編入。

### 町村制以降の沿革

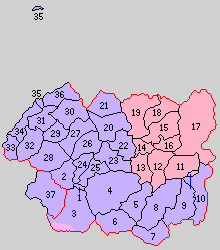
1.大洲町 2.久米村 3.南久米村 4.菅田村 5.大成村 6.蔵川村 7.大谷村 8.宇和川村 9.山鳥坂村 10.奥南村 11.御祓村 12.天神村 13.五十崎村 14.内子町 15.五城村 16.村前村 17.大瀬村 18.立川村 19.満穂村 20.柳沢村 21.田処村 22.喜多山村 23.新谷村 24.喜多村 25.平村 26.三善村 27.粟津村 28.上須戒村 29.柴村 30.滝川村 31.相生村 32.豊茂村 33.出海村 34.櫛生村 35.長浜町 36.喜多灘村 37.平野村（紫：大洲市 桃：西予市 赤：内子町）

- 明治22年（1889年）12月15日 - 町村制の施行により、下記の町村が発足[4]。特記以外は現・大洲市。（3町33村）
  - 大洲町 ← 大洲町［大洲町］、柚木村［大部分］
  - 久米村 ← 阿蔵村、大洲村、高山村
  - 南久米村 ← 北只村、松尾村、梅川村、長谷村、久保村、正信村、稲積村、野佐来村、黒木村、柚木村［一部］
  - 菅田村 ← 菅田村、大竹村、宇津村
  - 大成村 ← 成能村、森山村
  - 蔵川村 ← 蔵川村、宇和川村［一部］
  - 大谷村（単独村制）
  - 宇和川村 ← 名荷谷村、中居谷村、宇和川村［大部分］
  - 山鳥坂村 ← 山鳥坂村、宇和川村［一部］、横山村［一部］、北表村［一部］、只海村［一部］
  - 奥南村 ← 川崎村、宮谷村、植松村、橡谷村、中津村、横山村［大部分］
  - 御祓村 ← 北表村［大部分］、只海村［大部分］（現・内子町）
  - 天神村 ← 平岡村、重松村、宿間村、福岡村（現・内子町）
  - 五十崎村 ← 古田村、大久喜村（現・内子町）
  - 内子町 ← 内子村、知清村（現・内子町）
  - 五城村 ← 五百木村、城廻村（現・内子町）
  - 村前村、大瀬村（それぞれ単独村制。現・内子町）
  - 立川村 ← 立山村［大部分］、川中村、河内村［一部］（現・内子町）
  - 満穂村 ← 袋口村、論田村、河内村［大部分］、立山村［一部］（現・内子町）
  - 柳沢村 ← 柳沢村、藤縄村
  - 田処村（田所村が単独村制）
  - 喜多山村 ← 喜多山村、恋木村
  - 新谷村 ← 新谷町、新谷村
  - 喜多村 ← 中村、大洲町［常盤町］、若宮村、五郎村
  - 平村 ← 田口村、市木村、徳森村
  - 三善村 ← 春賀村、多田村、東宇山村
  - 粟津村 ← 八多喜村、米津村、手成村
  - 上須戒村（単独村制）
  - 柴村 ← 柴村、下須戒村［都梅・峰大越・小田際］
  - 滝川村 ← 戒川村、加屋村、大越村
  - 相生村 ← 穂積村、下須戒村［都梅・峰大越・小田際を除く］、上老松村［大部分］
  - 豊茂村、出海村、櫛生村（それぞれ単独村制）
  - 長浜町 ← 長浜町、青島[5]、上老松村［一部］
  - 喜多灘村 ← 今坊村、黒田村
  - 中山村が下浮穴郡中山村の一部となる。
- 明治30年（1897年）4月1日 - 郡制を施行。
- 明治32年（1899年）4月1日 - 西宇和郡平野村の所属郡が本郡に変更。（3町34村）
- 明治41年（1908年）
  - 4月1日 - 喜多村・平村が合併して大洲村が発足。（3町33村）
  - 10月1日 - 満穂村が伊予郡下灘村の一部（石畳）を編入。
- 明治42年（1909年）1月1日（3町31村）
  - 柳沢村・田処村が合併し、改めて柳沢村が発足。
  - 山鳥坂村・奥南村が合併して河辺村が発足。
- 大正9年（1920年）5月21日 - 五十崎村が町制施行して五十崎町となる。（4町30村）
- 大正10年（1921年）11月1日 - 大成村・蔵川村が合併して大川村が発足。（4町29村）
- 大正11年（1922年）
  - 1月1日 - 柴村・滝川村が合併して白滝村が発足。（4町28村）
  - 4月1日（4町26村）
    - 豊茂村・相生村が合併して大和村が発足。
    - 新谷村・喜多山村が合併し、改めて新谷村が発足。
- 大正12年（1923年）4月1日 - 郡会が廃止。郡役所は存続。
- 大正14年（1925年）8月1日 - 南久米村の一部（柚山）が大洲町に編入。
- 大正15年（1926年）7月1日 - 郡役所が廃止。以降は地域区分名称となる。
- 昭和4年（1929年）12月26日 - 村前村が分割し、一部（池窪・亀井）が天神村に、一部（本村・喜田村・甲上日地・乙上日地・穂積）が大瀬村に、残部（中土・長前・北浦・深谷・下成・上成）が五城村にそれぞれ編入。（4町25村）
- 昭和9年（1934年）1月1日 - 大洲町・大洲村・久米村が合併し、改めて大洲町が発足。（4町23村）
- 昭和18年（1943年）
  - 4月1日 - 河辺村が上浮穴郡浮穴村の一部（北平・川上）を編入。
  - 4月29日 - 河辺村・宇和川村・大谷村が合併して肱川村が発足。（4町21村）
- 昭和23年（1948年）4月1日 - 大川村が肱川村の一部（宇和川の一部）を編入。
- 昭和26年（1951年）1月1日 - 肱川村の一部（北平・川上・川崎・宮谷・横山・植松・橡谷および山鳥坂の一部）が分立して河辺村が発足。（4町22村）
- 昭和29年（1954年）9月1日（3町11村）
  - 五十崎町・天神村・御祓村が合併し、改めて五十崎町が発足。
  - 大洲町・平野村・南久米村・菅田村・大川村・柳沢村・新谷村・三善村・粟津村・上須戒村が合併して大洲市が発足し、郡より離脱。
- 昭和30年（1955年）
  - 1月1日（3町2村）
    - 内子町・大瀬村・五城村・立川村・満穂村が合併し、改めて内子町が発足。
    - 長浜町・喜多灘村・櫛生村・出海村・大和村・白滝村が合併し、改めて長浜町が発足。

  - 2月11日 - 肱川村が東宇和郡貝吹村の一部（西の一部）・横林村の一部（予子林の一部）を編入。
- 昭和34年（1959年）11月3日 - 肱川村が町制施行して肱川町となる。（4町1村）
- 平成17年（2005年）
  - 1月1日 - 内子町・五十崎町が上浮穴郡小田町と合併し、改めて内子町が発足。（3町1村）
  - 1月11日 - 長浜町・肱川町・河辺村が大洲市と合併し、改めて大洲市が発足、郡より離脱。（1町）